# Agneta Fagerström-Olsson
För personer med liknande namn, se Agneta Olsson
Agneta Britt-Marie Fagerström-Olsson, född Fagerström den 22 oktober 1948 i Tullinge, är en svensk regissör, filmproducent och manusförfattare.
Hon är sedan 1983 gift med John O. Olsson.

## Regi
- 1973 – Ådalen 1973
- 1982 – Jag går upp på morgonen med girafferna
- 1984 – Suzanne
- 1986 – Hårga
- 1986 – Seppan
- 1990 – Hjälten
- 1991 – Här har ju inte ens Ernst Rolf spelat
- 1991 – Sista vinden från Kap Horn
- 1992 – Vi ses i Kraków
- 1993 – Kärlekens himmelska helvete
- 1997 – Hammarkullen eller Vi ses i Kaliningrad
- 2000 – 90 minuter 90-tal
- 2000 – Knockout
- 2002 – Den förste zigenaren i rymden
- 2004 – Kniven i hjärtat (TV-serie)
- 2007 – Järnets änglar
- 2009 – Wallander – Dödsängeln
- 2009 – Wallander – Skytten
- 2012 – Den röda vargen
- 2012 – Prime Time
- 2012 – Studio Sex
- 2013 – Wallander – Den orolige mannen
- 2013 – Wallander – Saknaden
- 2020 – Cold Courage (TV-serie)

## Filmmanus
- 1973 – Ådalen 1973
- 1984 – Suzanne
- 1986 – Hårga
- 1986 – Seppan
- 1990 – Hjälten
- 1992 – Vi ses i Kraków
- 2000 – Knockout
- 2002 – Den förste zigenaren i rymden
- 2004 – Kniven i hjärtat (TV-serie)
- 2007 – Järnets änglar

## Priser och utmärkelser
- Prix Italia för Hammarkullen, Kniven i hjärtat, Seppan
- Prix Europa för Den förste zigenaren i rymden
- Ingmar Bergman-priset för Hammarkullen
- Bo Widerberg-priset
- Nordiska Filmpriset för Knockout